# 藤原小黒麻呂
藤原 小黒麻呂（ふじわら の おぐろまろ）は、奈良時代の公卿。藤原北家、従五位下・藤原鳥養の次男。官位は正三位・大納言、贈従二位。勲等は勲二等。

## 経歴
天平5年（733年）藤原鳥養の次男として誕生。天平宝字8年（764年）藤原仲麻呂の乱の論功によって従五位下・伊勢守に叙任される。称徳朝では式部少輔・安芸守・中衛少将を歴任する。
宝亀元年（770年）光仁天皇の即位に伴い従五位上に昇叙されると、宝亀2年（771年）正五位下、宝亀4年（773年）従四位下、宝亀9年（778年）従四位上と光仁朝にて順調に昇進し、翌宝亀10年（779年）には参議に任ぜられ公卿に列した。またこの間、左京大夫・右衛士督や上野国・常陸国等の国司を歴任している。
宝亀11年（780年）伊治呰麻呂の乱（宝亀の乱）が起こると、藤原南家・藤原継縄の後任として正四位下・持節征東大使に叙任され、2,000の兵を率いて出兵して敵の要害を遮断したという。しかしながら、優勢な蝦夷の軍勢の前に大規模な軍事作戦を展開できないまま、翌天応元年（781年）6月征夷部隊を解散、8月に帰京するが、三階昇進して正三位に叙せられている。
延暦3年（784年）に中納言に昇進。延暦8年（789年）には、巣伏の戦いで蝦夷の酋長阿弖流為に惨敗した征東大使紀古佐美に対して、藤原継縄と共に敗軍状況に対する追及を行った。延暦9年（790年）に大納言となる。同3年に長岡京、同12年に平安京のそれぞれ造営の相地役を務め、また光仁天皇・高野新笠・藤原旅子・藤原乙牟漏といった桓武天皇近親者の葬儀や喪事にも大きな役割を果たす等、桓武天皇の政権運営に当たって貢献するところ大であった。
延暦13年（794年）に病を得て、特に正倉院の雑薬を贈られたが、7月1日薨去。享年62。最終官位は大納言正三位中務卿兼皇后宮大夫。没後従二位が追贈された。

## 官歴
注記のないものは『六国史』による。
- 時期不詳：正六位上
- 天平宝字8年（764年） 10月7日：従五位下。10月20日：伊勢守
- 天平神護元年（765年） 10月13日：後次第司次官（称徳天皇紀伊国行幸）
- 天平神護3年（767年） 3月20日：式部少輔
- 神護景雲2年（768年） 2月18日：安芸守
- 神護景雲4年（770年） 9月：中衛少将[1]。10月1日：従五位上
- 宝亀2年（771年） 正月23日：正五位下。閏3月1日：兼美濃守。5月14日：上野守
- 宝亀4年（773年） 10月3日：従四位下
- 宝亀6年（775年） 11月：左京大夫[1]
- 宝亀7年（776年） 3月6日：右衛士督
- 宝亀8年（777年） 3月29日：兼出雲守。10月13日：兼常陸守
- 宝亀9年（778年） 正月16日：従四位上
- 宝亀10年（779年） 12月30日：参議
- 宝亀11年（780年） 9月23日：正四位下、兼持節征東大使
- 天応元年（781年） 正月10日：兼陸奧按察使。5月7日：兼兵部卿。7月10日：兼民部卿。8月25日：正三位（越階）
- 天応2年（782年） 2月7日：兼陸奥按察使
- 延暦2年（783年） 7月25日：兼左京大夫
- 延暦3年（784年） 正月16日：中納言
- 延暦4年（785年） 7月6日：兼中務卿
- 延暦6年（787年） 2月5日：兼美作守
- 延暦7年（788年） 7月25日：兼皇后宮大夫
- 延暦8年（789年） 12月29日：山作司[2]
- 延暦9年（790年） 正月26日：周忌御齋会司。2月27日：大納言。閏3月11日：山作司
- 延暦13年（794年） 7月1日：薨去（大納言正三位中務卿兼皇后宮大夫）。贈従二位[1]

## 系譜
『尊卑分脈』による。
- 父：藤原鳥養
- 母：大伴道足の女
- 妻：太秦嶋麻呂の女
  - 長男：藤原葛野麻呂（755-818）
- 妻：藤原魚名の女
  - 四男：藤原道雄（771-823）
- 生母不明の子女
  - 次男：藤原道継（756-822）
  - 女子：藤原上子 - 桓武天皇女御
  - 女子：藤原氏子 - 藤原当道室